# 호타역 (지바현)
호타역(일본어: 保田駅, ほたえき)은 일본 지바현 아와군 교난정에 있는 동일본 여객철도의 철도역이다.
특급 《사자나미》 호가 정차한다.

## 역 구조
섬식 1면 2선 구조의 지상역이다. 역사와 승강장은 과선교로 이어져 있다. 다테야마역이 관리하며, 역 업무는 JR 지바 철도 서비스가 대신 하고 있다. 초록 창구는 오전 6시 45분부터 오후 6시까지 영업하며, 간이 개찰기에서 스이카 및 제휴 교통카드의 사용이 가능하다.

### 승강장
| 1 | ■ 우치보 선 | 기미쓰 · 기사라즈 · 고이 · 소가 · 지바 방면 |
| 2 | ■ 우치보 선 | 다테야마 · 지쿠라 · 아와카모가와 방면       |

## 역세권 정보
- 교난정사무소
- 호타 해수욕장
- 국도 제127호

## 역사
- 1917년 8월 1일 - 일본국유철도의 역으로 개업하였다.
- 1987년 4월 1일 - 민영화에 따라 동일본 여객철도의 소속이 되었다.
- 2009년 3월 14일 - 스이카의 사용이 가능해졌다.

## 인접역
| 동일본 여객철도 우치보 선 | 동일본 여객철도 우치보 선 | 동일본 여객철도 우치보 선      |
| ------------------------- | ------------------------- | ------------------------------ |
| 하마카나야 소가 방면      | ■ 우치보 선               | 아와카쓰야마 아와카모가와 방면 |